# Юлія Брістігер
Юлія Бристігер (пол. Julia Brystiger; *25 листопада 1902, Стрий — 9 жовтня 1975, Варшава) — польська комуністка єврейського походження, полковниця держбезпеки. Дівоче призвище Прайс. Очолювала V Департамент Міністерства громадської безпеки, що спеціалізувався на придушенні політичної опозиції. Активна учасниця політичних репресій у післявоєнній Польщі, відзначалась особливою жорстокістю. Після звільнення із МГБ — письменниця, редакторка у видавництві. В кінці життя розкаялася у скоєному і прийняла католицизм.

## Біографія
Народилась в сім'ї єврейського підприємця-фармацевта. Навчалась на історичному факультеті Львівського університету, продовжила навчання у Парижі. Здобула степінь доктора філософії.
В 1928—1929 роках працювала вчителькою історії і в єврейському культурно-просвітницькому товаристві Tarbut.

### Комуністична активістка
Юлія Брістігер дотримувалася комуністичних поглядів. З 1927 перебувала в Комуністичній партії Західної України і МОДР. В 1931 видавала і редагувала комуністичний тижневик Przegląd Współczesny. У тому ж році відбувала коротке ув'язнення за комуністичну пропаганду. Очолювала пропагандистські структури компартії в різних містах Західної України. В 1932 вдруге заарештована і засуджена до одного року в'язниці. Після звільнення — членкиня виконкому МОДР.
В кінці 1934 року через конфлікти в партійному активі короткочасно виключалася з партії. Відновилася після ритуальної самокритики. В 1935 - секретарка місцевого комітету КПЗУ, з 1936 — секретарка ЦК західноукраїнського МОДР. Організувала у Львові з'їзд прокомуністично налаштованих працівників культури. В 1937 році знову заарештована і засуджена на два роки ув'язнення. Очолювала у в'язниці нелегальний комуністичний осередок.
Після Вторгнення СРСР до Польщі і приєднання Західної України до СРСР Юлія Брістігер прийняла радянське громадянство. Очолювала МОДР у Львівській області, була профспілковою функціонеркою, входила в керівництво радянського польськомовного видання Nowe Widnokręgi.
Після початку німецько-радянської війни в 1941 році евакуйована в Харків, звідти в Самарканд. Написала донос в НКВД на Юзефа Рожаньского і його дружину Белу Френкель, які скористалися продовольчою допомогою польського уряду у вигнанні. Однак для Рожаньского і Френкель це не мало наслідків.
В 1943-1944 роках Юлія Брістігер — членкиня правління Союзу польських патріотів. Енергійно висунулася в керівний актив польського прорадянського руху.

### Офіцерка каральних органів
У жовтні 1944 вступила в Польську робочу партію. Представляла ЦК ПРП у Крайовій Раді Народовій. З грудня 1944 — функціонерка Міністерства громадської безпеки. В 1945 очолила V департамент МГБ — по боротьбі з політичною опозицією. За посадою отримала полковницьке звання. Проявила в цій ролі ідеологічний фанатизм і особливу жорстокість.
Брістігер жорстко проводила репресивний курс ПРП - ПОРП, перш за все щодо польської інтелігенції та польської католицької церкви. Заявляла, що «вся польська інтелігенція виступає проти комуністичної системи і шансів на її виправлення практично немає», але при цьому застерігала від повторення «помилок, зроблених в Росії після революції 1917 року: винищення інтелігенції затримує економічний розвиток». Брістігер закликала створити «таку систему тиску і терору, щоб представники інтелігенції не наважувались бути політичним чинником». Також по її наказам були заарештовані понад 130 католицьких священників, в тому числі кардинал Стефан Вишинський і єпископ Чеслав Качмарек.
Проводила в репресіях самостійну лінію, в зв'язку з чим конфліктувала з міністром Станіславом Радкевичом, його заступником Романом Ромковским і особливо з начальником слідчого департаменту Юзефом Рожаньскім.
Брістігер особисто брала участь в допитах, хоча її посадовий статус до цього не зобов'язував. Зазвичай це відбувалося в знаменитій варшавської кримінально-слідчій в'язниці № 3 (так званій «Toledo»). Збереглися свідчення ув'язнених про її надзвичайну жорстокість і схильність до застосування тортур. Стосовно Брістігер існували підозри психофізичної патології. Отримала прізвисько Кривавий Місяць (пол. Krwawa Luna).
Керівництво ПРП-ПОРП і МГБ позитивно оцінювало діяльність Юлії Брістігер. Вона була делегаткою з'їздів ПРП і установчого з'їзду ПОРП, входила в Центральну комісію партійного контролю. Була нагороджена орденом «Прапор Праці».
За деякими даними, Юлія Брістігер підтримувала гранично близькі особисті стосунки з членами «правлячого тріумвірату» повоєнної Польщі — куратором каральних органів Якубом Берманом і куратором економіки Гіларі Мінцем (Берман відзначав красиву зовнішність Брістігер, але при цьому констатував, що вона не дуже стежила за собою).
Згідно даних TVN, проживала під елітною адресою у Варшаві, Aleja Przyjaciół 6.

### Відхід з органів держбезпеки
В 1953 році, після смерті Сталіна, почалася десталінізація в Польщі. Важливим напрямком цього процесу стало викриття «зловживань» в органах держбезпеки. Різко знизився політичний вплив Бермана і Мінца.
В кінці 1954 року було розформовано МГБ. Найбільш одіозні функціонери — генерал Ромковскій, полковники Рожаньскій, Адам Хумер, Анатоль Фейгін були звільнені з силових структур. Однак полковник Брістігер спочатку залишалася в репресивному апараті. При створенні в 1955 році Комітету громадської безпеки (спецслужби та політичний розшук) вона очолила його III департамент — «по боротьбі з реакційним підпіллям».
В 1956 році процеси десталінізації прискорилися і інтенсифікувалися. Ромковскій, Рожаньскій, Фейгін були арештовані і засуджені за застосування тортур на тривалі терміни ув'язнення. У листопаді Брістігер звільнилася з органів безпеки. Над нею також нависла загроза арешту і суду. Однак це загроза не реалізувалася — за деякими даними, за Брістігер заступився Владислав Гомулка, який узяв до уваги її давню ворожнечу з Рожаньскім і Ромковскім.

### Особистісне перетворення
Після звільнення з МГБ з Юлією Бристігер відбулися помітні зміни особистості.
Під своїм дошлюбним прізвищем Прайс вона написала й опублікувала повість Krzywe litery і збірку оповідань. Намагалася завоювати довіру в середовищі літературної інтелігенції, проте письменники, обізнані про минуле Брістігер, ставилися до неї насторожено. Працювала редакторкою в державному видавництві.
Юлія Бристігер зблизилася з колом католицького духовенства, інтелігенції і опозиційних активістів у Лясках, при спецшколі для сліпих і слабозорих дітей. За словами ксьондза Антонія Марильского, Брістігер усвідомила скоєне, щиро розкаялася і намагалася хоча б в останні роки змінити своє життя. Спілкування з цим середовищем (до якого належали, зокрема, такі відомі дисиденти, як Тадеуш Мазовецький і Адам Міхнік) призвело до того, що за нею було встановлено спостереження Службою безпеки.
Юлія Брістігер пішла з життя побожною католичкою. Похована на цвинтарі Військові Повонзки.

## Сім'я
Чоловік Юлії Прайс-Брістігер — сіоністський активіст Натан Брістігер — помер в 1930 році. Син — Міхал Брістігер — відомий польський музикознавець і музичний критик.

## В документальному кіно
В 1997 році по польському телебаченні був показаний документальний фільм Świat Luny — Світло Місяця (режисер Ігнаци Щепаньский) про Юлію Брістігер в контексті сталінського періоду польської історії. Експертами і коментаторами виступили боєць Армії Крайової, дисидент-політемігрант Ян Новак-Єзіораньський і міністр внутрішніх справ в першому посткомуністичному уряді Кшиштоф Козловський.
В 2015 році режисер Ришард Бугайський анонсував зйомки нового фільму про Брістігер в жанрі політичної драми.